# 크레이그 R. 백슬리
크레이그 R. 백슬리(Craig R. Baxley, 1949년 10월 20일 ~ )는 미국의 배우, 영화 감독, 스턴트 배우, 텔레비전 감독이다.
로스앤젤레스에서 태어났다.

## 출연 작품
- 로스트 룸 (2006년)
- 더 트라이앵글 (2005년)
- 레프트 비하인드 - 월드 앳 워 (2005년)
- 킹덤 (2004년)
- 엘렌 림바우어의 일기 (2003년)
- 글로우 (2002년)
- 로즈 레드 (2002년)
- 스나이퍼 2 (2002년)
- 센트리 스톰 (1999년)
- 싸일런싱 메리 (1998, Silencing Mary)
- 언더 프레셔 (1997년)
- 테크노 킬러 (1996년)
- 복수의 천사 (1995년)
- 심야의 도망자 (1994년)
- 사라의 이중 생활 (1994년)
- 리벤지 온 더 하이웨이 (1992년)
- 레이븐 (1992년)
- 스톤 콜드 (1991년)
- 다크 엔젤 (1989년)
- 액션 잭슨 (1988년)
- A 특공대 - TV시리즈 (1983년)
- 제로 투 식스티 (1978년)
- 돌파구 (1973년)